# Joachim Herz (Intendant)
Joachim Herz (* 15. Juni 1924 in Dresden; † 18. Oktober 2010 in Leipzig) war ein deutscher Opernintendant und -regisseur.

## Leben

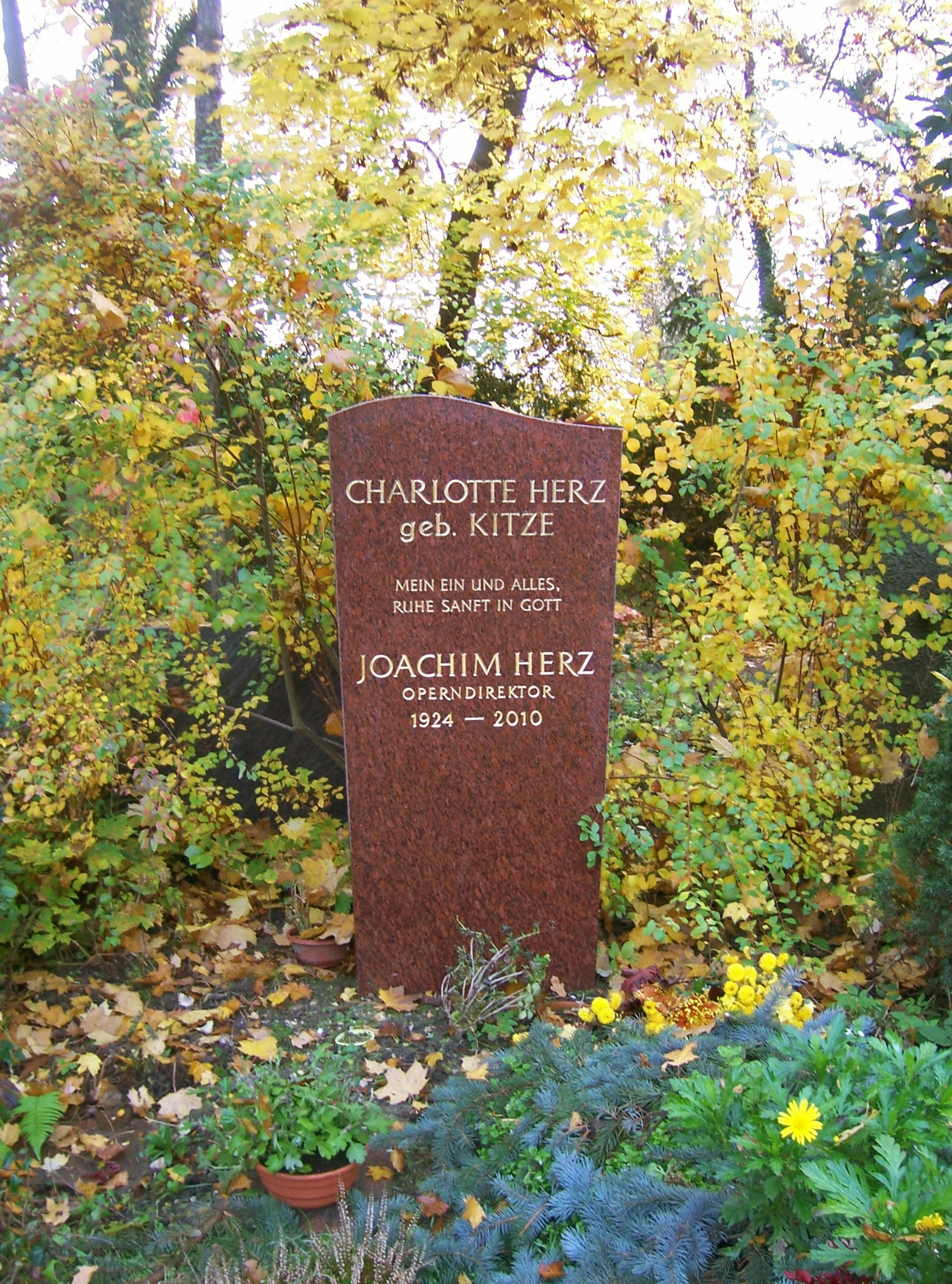
Grabstätte Joachim Herz auf dem Südfriedhof in Leipzig

Der in Dresden geborene Joachim Herz studierte an der dortigen Musikhochschule Kapellmeister und Opernregie bei Heinz Arnold, später an der Humboldt-Universität Musikwissenschaften.
1951 wurde er Spielleiter an der Landesoper Dresden-Radebeul. 1953 wechselte er an die Komische Oper Berlin und war hier bis 1956 Schüler und Assistent von Walter Felsenstein, dessen Arbeitsmethoden er weitgehend übernahm. Wie Felsenstein, der Begründer des realistischen Musiktheaters, pflegte auch Herz gründliche philologische und historische Vorstudien zu Inszenierungen mit einer persönlichen Note weiterzuentwickeln.
Nach einem kurzen Zwischenspiel an der Städtischen Oper Köln (1956–1957) kam er 1959 als Operndirektor an die Leipziger Oper. „Die sinnvollsten Jahre meines Lebens“, wie Herz später bilanzieren sollte.
Hier eröffnete er 1960 mit Richard Wagners Die Meistersinger von Nürnberg den Neubau des Opernhauses. Besonderes Aufsehen erregte er mit seinem 1976 in Leipzig abgeschlossenen Der Ring des Nibelungen. Diese maßstabsetzende Inszenierung gab damals den konzeptionellen Hauptimpuls für Chéreaus Bayreuther „Jahrhundert-Ring“. Leipzig blieb bis 1976 die musikalische Heimat von Herz. Bis zu achtmal pro Woche waren seine Inszenierungen auf der Bühne zu sehen.
Mit dem Tode Walter Felsensteins 1976 übernahm Herz die Intendanz und künstlerische Regieleitung der Komischen Oper Berlin. Im Nachhinein gesehen gilt sein Wechsel zurück an die Komische Oper nach Berlin als glücklos. Zwar konnte er mit Aufstieg und Fall der Stadt Mahagonny ein fulminantes sozialkritisches Massenspektakel auf die Bühne stellen. Doch wollte er weder im Schatten Felsensteins bleiben, noch im DDR-Realismus verharren. Sein zuweilen schroffer Arbeitsstil und seine Unbekümmertheit gegenüber den SED-Bürokraten fanden wenig Gegenliebe. Seine Ablösung 1981 kam daher nicht unerwartet.
1982 übernahm er die Stelle des Chefregisseurs an der Staatsoper Dresden – ab 1985 in der wiedereröffneten Semperoper, zu deren Eröffnung inszenierte er Carl Maria von Webers Der Freischütz.
Neben dem Dreieck Leipzig, Berlin, Dresden inszenierte Herz schon frühzeitig in aller Welt. Er arbeitete am Moskauer Bolschoi-Theater ebenso wie am Teatro Colón in Buenos Aires, in London oder auch in Vancouver.
Er brachte insgesamt 126 Inszenierungen und Neueinstudierungen von über 60 Opern auf die Bühne, viele davon wurden Klassiker.

## WagnersRing des Nibelungenin der Regie von Herz
Zwischen 1973 und 1976 inszenierte Joachim Herz am Leipziger Opernhaus alle vier Teile des Rings; die musikalische Leitung hatte der damalige Generalmusikdirektor Gert Bahner. Entgegen der damaligen Aufführungspraxis, die vor allem von den Arbeiten Wieland Wagners geprägt war, suchte Herz den konzeptionellen Schlüssel für die Tetralogie bei Wagner selbst, insbesondere in dessen sozialrevolutionären Anschauungen, die ihn in der 1848er Revolution zum Barrikadenkämpfer werden ließen und die er in zahlreichen seiner Schriften darlegte. 1848 begann Wagner mit der Ring-Dichtung. An diese zeitliche und inhaltliche Koinzidenz knüpfte Herz an und interpretierte den Ring als „ein Theaterstück über die Klassenkämpfe des 19. Jahrhunderts.“:S. 29. „Wagner hat diese Klassenkampftragödie des 19. Jahrhunderts nun verfremdet, eine parabelhafte Form dafür gewählt und als verfremdendes Kostüm die nordische Mythologie darüber gestülpt, aus der er auch entscheidende Konfliktmomente der Fabelführung gewonnen hat.“ (Joachim Herz) Wesentliche Impulse bezog das Regieteam auch aus George Bernard Shaws Ring-Analyse The Perfect Wagnerite: A Commentary on The Niblung's Ring (1889 in London erschienen). Shaw war der erste, der Wagners Tetralogie als Spiegelung der sozialökonomischen Umwälzungen des 19. Jahrhunderts deutete.
Zum ersten Mal wurden in der Leipziger Inszenierung auch die Prinzipien des realistischen Musiktheaters, wie sie von Walter Felsenstein entwickelt worden waren, auf Wagners Ring angewandt. Sowohl Herz als auch der Dirigent der Tetralogie, Gert Bahner, und der für Bühnenbild und Kostüme verantwortliche Rudolf Heinrich waren Felsenstein-Schüler gewesen. In den konzeptionellen Vorarbeiten (Juli bis September 1972):S. 21.  entwickelten Herz und Heinrich die inhaltlich-inszenatorischen Kernpunkte und die Bildwelten ihrer Ring-Interpretation. Das Gold, das von Alberich zum Ring geschmiedet wird, ist in ihrer Konzeption „zunächst einmal schöne Natur“, verwandelt sich in künstlerisch behandelte Natur (den Ring), der auch als Tauschgegenstand taugt, und mutiert schließlich zur „Basis eines Universaltauschwertes“. „Der Ring ist ein Prinzip: Er bedeutet die Möglichkeit zur ursprünglichen Akkumulation. Er bedeutet eine Potenzierung von Reichtum und Macht.“ (Joachim Herz):S. 32.  Herz und Heinrich gaben dem Ring in ihrer Interpretation die Gestalt einer goldenen Faust: „Eine Denaturierung der menschlichen Hand, die wie ein Schlagring aussehen wird.“:S. 33. Am Schluss der Götterdämmerung verwandelte sich der Ring zurück in „ein Goldgewebe, ein Goldgespinst, traumhaft und wehend wie ein Schleier. Mit ihm entschweben die Rheintöchter in ihren Gondeln zum Schnürboden.“:S. 30.
Charakteristisch für die Bildwelten, die Rudolf Heinrich entwarf, ist eine Collage-Technik aus historisch verbürgten Details, die er mit märchenhaften sowie abstrakten Elementen verfremdete. Auf diese Weise schuf er eine Korrespondenz zwischen Geschichtlichkeit und überzeitlichem Mythos. So war die Götterburg Walhall eine Kompilation aus dem Palais de la Justice in Brüssel, dem Treppenhaus des Wiener Burgtheaters von Gottfried Semper und einer Glaskuppel aus Turin.
Eine wesentliche Frage der Ring-Interpretation war, was am Ende der Götterdämmerung eigentlich untergeht: die Welt als solche oder die Welt Wotans? Herz, Heinrich und Bahner entschieden sich dafür, dass es die Welt Wotans und seines Gegenspielers Alberich ist (der nur das alter ego des Göttervaters sei, wie sie aus der musikalischen Analyse beider Leitmotive herleiteten), die hier vernichtet wird. Folgerichtig deutete Herz „Siegfrieds Trauermarsch“ zur Abdankung Wotans um: der Göttervater (der in dieser Oper eigentlich nicht mehr auftaucht) schreitet grüßend durch ein menschenleeres Spalier von Adlerpylonen. Das Schlussbild der Leipziger Inszenierung zeigte die von Wagner nicht näher definierten Männer und Frauen auf leerer Bühne. „Zum Schluss ist Tabula Rasa: Das Alte ist ausgewischt. Nun fängt ein Neues an. Wie dieses Neue beschaffen sein soll, ist an dieser Stelle nicht zu zeigen. Wagner wußte es nicht.“ (Joachim Herz):S. 30.

### Premieren und Besetzungen
- Das Rheingold, Premiere am 7. April 1973. Mit Rainer Lüdeke (Wotan), Sigrid Kehl (Fricka), Karel Berman (Alberich), Günter Kurth (Loge) u. a.
- Die Walküre, Premiere am 9. Februar 1974. Mit Günter Kurth (Siegmund), Els Bolkestein (Sieglinde), Fritz Hübner (Hunding), Sigrid Kehl (Brünnhilde), Renate Härtel (Fricka), András Faragó (Wotan) u. a.
- Siegfried, Premiere am 25. Oktober 1975. Mit Jon Weaving (Siegfried), Guntfried Speck (Mime), Rainer Lüdeke (Der Wanderer), Thomas M. Thomaschke (Fafner), Sigrid Kehl (Brünnhilde) u. a.
- Götterdämmerung, Premiere am 28. März 1976. Mit Jon Weaving (Siegfried), Sigrid Kehl (Brünnhilde), Ekkehard Wlaschiha (Gunther), Hanna Lisowska (Gutrune), Karel Berman (Alberich), Fritz Hübner (Hagen) u. a.

Die musikalische Leitung hatte der Generalmusikdirektor Gert Bahner inne.

### Kritiken (Auswahl)
- Die ZEIT schrieb: „Sowohl die Inszenierung von Joachim Herz wie das Bühnenbild und die Kostüme von Rudolf Heinrich halten sich getreu an Wagners eigene Angaben, und das ist ja, seit Wieland Wagner, nicht gerade mehr üblich. Die beiden fallen natürlich nicht zurück in das hohle Pathos, in das Waffengeklirr und Schwerterschwingen, das Wieland Wagner ausmusterte, aber sie entfernen sich doch wieder radikal von jener extremen Stilisierung, die seit 1951 gang und gäbe ist, und kehren auf modernem Wege zum „Kern“ von Wagners Szenenanweisungen zurück.“ (...) „Jedes Institut, das eine so exzellente und überwältigende Produktion vorweisen kann wie diese ‚Rheingold‘-Aufführung, hat sich unter die besten der Welt hinaufgearbeitet.“[7]
- Die FAZ bescheinigt dem Ring von Herz „große provokatorische Kraft und Konsequenz“.[8]
- Der Herald Tribune nannte Das Rheingold eine „überwältigende Aufführung“, die auch „ein wenig Theatergeschichte“ mache.[9]
- „Diese Rückkehr des RING aufs Theater, die Retheatralisierung von Vorgängen, über die so lang penetrant die Nebel nordisch-mythischer Lange-Weile zogen, frappiert wohl als erstes den Betrachter. (...) Es gibt keine öden Nibelungenstrecken, bei denen rein gar nichts als schönes Pathos angeboten wird; es wird Theater gespielt, und zwar mit einer Inbrunst, dass man sich mindestens in SALOME wähnt.“ Ernst Krause in OPERNWELT, Juni 1976

## Weitere Inszenierungen (Auswahl)
- Dresden: Die Bremer Stadtmusikanten (Richard Mohaupt) (1950) – Herz’ Absolventenaufführung, die er selbst als „die legendäre Mohaupt-Aufführung“ bezeichnete.[10]
- Komische Oper Berlin: Der brave Soldat Schwejk (Robert Kurka), Der junge Lord (Henze), Madama Butterfly (Puccini), Das Land Bum-Bum (Georg Katzer), Aufstieg und Fall der Stadt Mahagonny (Weill), Peter Grimes (Britten), Lulu (Berg, mit Ursula Reinhardt-Kiss), Der fliegende Holländer (Wagner)
- Oper Leipzig: Die Meistersinger von Nürnberg (Wagner, 1960), Krieg und Frieden (Prokofjew, 1961), Katja Kabanowa (Janáček), Boris Godunow (Mussorgski), Die Frau ohne Schatten (Richard Strauss), Lohengrin, Tannhäuser (beide Wagner), alle wichtigen Mozart-Opern, Griechische Hochzeit (Robert Hanell), Die Jungfrau von Orleans (Tschaikowski), Die Zaubergeige (Egk), Die Hugenotten (Meyerbeer), Xerxes (Händel), Der Ring des Nibelungen (Wagner), Le Grand Macabre (Ligeti, 1992)
- Opernfilm Der fliegende Holländer (Wagner, DEFA 1964)
- Wiener Staatsoper: Die Zauberflöte (Mozart)
- Salzburg: Der Rosenkavalier (Richard Strauss)
- Aalto-Theater Essen: Die Liebe zu den drei Orangen (Prokofjew)
- Semperoper Dresden: Der Freischütz (Weber), Der Rosenkavalier, Ariadne auf Naxos, Salome (Richard Strauss), Wozzeck (Berg), Die Nase (Schostakowitsch), Die Liebe zu den drei Orangen (Prokofjew), Così fan tutte (Mozart), Der goldene Topf (Eckehard Mayer), Schicksal (Janáček)

## Schallplattenbearbeitungen (Auswahl)

### Regie/Bearbeitung
- 1970: Wilhelm Hauff: Die Geschichte vom kleinen Muck / Die Geschichte vom Kalif Storch – Musik: Hans-Dieter Hosalla (Kinderhörspiel – Litera)[11]
- 1970: Wilhelm Hauff: Der Zwerg Nase / Das Märchen vom falschen Prinzen – Musik: Hans-Dieter Hosalla (Kinderhörspiel – Litera)

## Ehrungen
- 1985 erhielt er den Nationalpreis der DDR I. Klasse für Kunst und Literatur.
- 2005 wurde er Ehrenmitglied der Komischen Oper Berlin.
- Am 9. Januar 2009 wurde ihm die Ehrendoktorwürde der Hochschule für Musik Carl Maria von Weber Dresden verliehen.

## Trivia
Herz war der erste Regisseur, der den Ring des Nibelungen als Parabel auf den Kapitalismus des 19. Jahrhunderts anlegte. Danach gab es kaum eine Inszenierung ohne diesen Hintergrund. Chéreaus Bayreuther „Jahrhundert-Ring“ 1976 basierte gänzlich auf der Herzschen Innovation, die allein Herz heutzutage zum Superstar der Opernwelt gemacht hätte. Anders als Chereaus Ring wurde Herz’ Interpretation nicht auf Video aufgezeichnet, weil diese Technik in der DDR zu jener Zeit noch nicht verfügbar war. Dokumentiert ist die epochemachende Inszenierung lediglich in zwei Arbeitsheften der Akademie der Künste der DDR.

## Schriften
- Stephan Stompor (Hrsg.), Walter Felsenstein, Joachim Herz: Musiktheater : Beiträge zur Methodik und zu Inszenierungskonzeptionen. Reclam, Leipzig 1976
- Joachim Herz: Theater – Kunst des erfüllten Augenblicks. Briefe, Vorträge, Notate, Gespräche, Essays. Henschelverlag, Berlin 1989